# ویلیام هیوز مرنز
ویلیام هیوز مرنز (انگلیسی: William Hughes Mearns؛ ۲۸ سپتامبر ۱۸۷۵ – ۱۳ مارس ۱۹۶۵) آموزگار و شاعر اهل ایالات متحده آمریکا بود. او در سال ۱۹۰۴ با میبل گلدهیل فگلی ازدواج و در سال ۱۹۲۰ برای خدمت سربازی ثبت نام کرد. وی در سال ۱۹۶۵ درگذشت.